# Lago de Joux
O Lago Joux (em francês: Lac de Joux) é um lago localizado na Suiça. Localiza-se no Vale de Joux, no cantão de Vaud, Suíça. Com uma superfície de 9,5 km², é o maior lago na Suíça, dentre os situados a uma altitude superior a 1.000 metros.

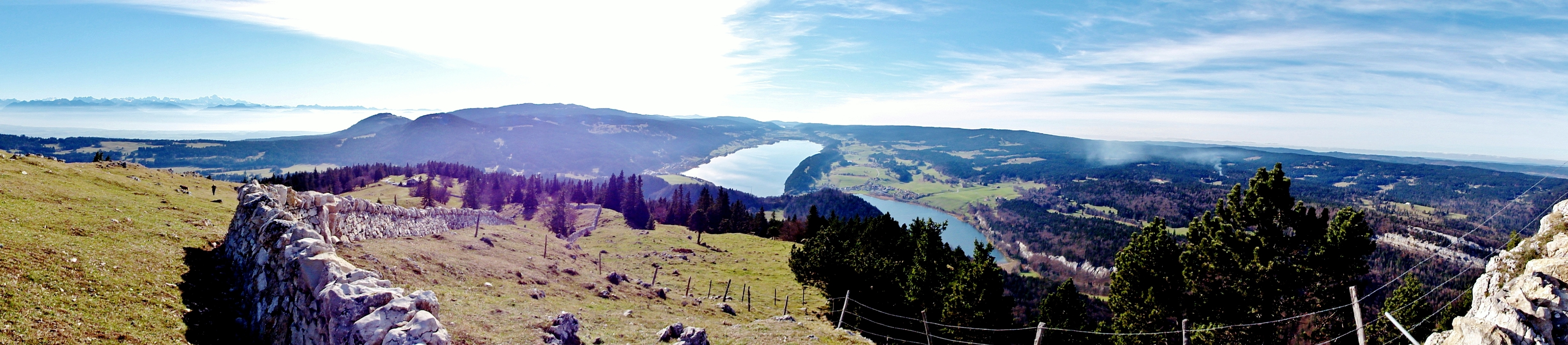
Miradouro da Dent de Vaulion a 1482,6 metros de altitude, vista panorâmica à esquerda Maciço do Monte Branco, centro Lago Joux, direita Lago Brenet.